# Hajg Zaharian
Hajg Zaharian (ur. 8 maja 1952 w Durrësie) – albański kompozytor pochodzenia ormiańskiego.

## Życiorys
W latach 1969–1973 studiował na wydziale kompozytorskim Instytutu Sztuk w Tiranie, pod kierunkiem Tonina Harapiego. Po ukończeniu studiów rozpoczął pracę w hydroelektrowni w Fierze, gdzie także kierował amatorskim zespołem muzycznym, a następnie podobnym zespołem artystycznym w Tropojë. W roku 1977 przeniósł się do Durrësu, gdzie prowadził amatorski zespół muzyczny w miejscowym Pałacu Młodzieży Rinia. W latach 1980–1986 pracował jako nauczyciel muzyki w średniej szkole im. Jana Kukuzela w Durrësie. W lipcu 1990 uzyskał tytuł profesora, a w 1993 rozpoczął pracę na wydziale muzycznym Instytutu Sztuk w Tiranie, kierując tam katedrą teorii kompozycji.
Komponował muzykę dla czołówki albańskich wokalistów, ale zasłynął przede wszystkim jako twórca muzyki do 25 filmów fabularnych. W ostatnich latach regularnie zasiada w jury Festiwalu Piosenki Radia i Telewizji. W latach 1998-2009 pełnił funkcję przewodniczącego Stowarzyszenia Ochrony Praw Autorów i Kompozytorów Albanii.
Tłumaczył na język albański dzieła poświęcone teorii kompozycji, autorstwa Carlo Jachino i Charlesa Koechlina.
W 1990 został uhonorowany tytułem „Zasłużonego Artysty” (alb. Artist i Merituar). Za muzykę do filmu Toast na moim weselu otrzymał nagrodę na Festiwalu Filmów Albańskich w Tiranie.
W 2007 nakładem Aelfior Editions ukazał się album Dancing with an old folk melody, zawierający sześć utworów, wykonanych przez Zahariana na flecie.

## Muzyka filmowa
- 1976: Nielegalni
- 1978: Toast na moim weselu
- 1978: Tajemnica pewnej nocy
- 1978: Gwiazdy nad Drinem
- 1979: Dorina
- 1979: Za kamiennymi murami
- 1981: Noc bez światła
- 1982: Dobry człowiek
- 1983: Gorąca dłoń
- 1983: Czas odległy
- 1984: Niezapomniany
- 1984: Taulant chce mieć siostrę
- 1985: Gorzka wiosna
- 1985: Nie milcz
- 1986: Trzy dni z życia
- 1987: Moja rodzina
- 1987: W imię wolności
- 1987: Zabójstwo na polowaniu
- 1988: Flutura w mojej kabinie
- 1989: Djali elastik
- 1990: Kronika jednej nocy
- 1990: Samotność
- 1998: Noc
- 2010: Maya